# Шатопонсак
Шатопонсак (фр. Châteauponsac) насеље је и општина у централној Француској у региону Лимузен, у департману Горња Вијена која припада префектури Белак.
По подацима из 2011. године у општини је живело 2121 становника, а густина насељености је износила 30,83 становника/km². Општина се простире на површини од 68,79 km². Налази се на средњој надморској висини од 299 метара (максималној 471 m, а минималној 196 m).

## Демографија
| 1962. | 1968. | 1975. | 1982. | 1990. | 1999. | 2011. |
| ----- | ----- | ----- | ----- | ----- | ----- | ----- |
| 2.655 | 2.885 | 2.849 | 2.604 | 2.409 | 2.252 | 2.121 |

График промене броја становника у току последњих година